# Dollari e fracks
Dollari e fracks è un film muto italiano del 1919 diretto e interpretato da Emilio Ghione.